# Clarisses Urbanistes
Les Clarisses Urbanistes (en llatí Ordo Sanctae Clarae regulae Urbani IV) són monges de l'Orde de Santa Clara fundat per Santa Clara d'Assís en 1212 que van adoptar la regla suavitzada en el seu rigor pel papa Urbà IV en 1263. Posposen al seu nom les sigles O.S.C.Urb.

## Història
Entre la fundació de l'orde de les clarisses (19 de març de 1212) a la promulgació de la primera regla, de Santa Clara, van passar quaranta anys. En aquest període s'havien fundat nombrosos monestirs de clarisses, que feien servir la Regla de Sant Benet amb les directrius i ensenyaments de Santa Clara i Sant Francesc d'Assís.
En 1218 Ugolino di Segni va començar a redactar una Regla específica per al nou orde, però es va veure interrompuda per la seva elecció com a papa en 1227. El nou papa, Gregori IX, va concedir el 17 de setembre del 1228 el monestir de San Damiano d'Assís a l'Orde de Santa Clara, juntament amb la butlla del Privilegi de la Pobresa, que prohibia a l'orde i als seus membres de tenir béns materials i acceptar donacions o regals.
Aquest fet, d'acord amb l'espiritualitat franciscana i els desitjos de la fundadora, feia que la principal via de subsistència dels monestirs, les rendes generades per les terres i els llegats i donacions dels fidels, no tinguessin sentit en aquest orde.
La regla de Gregori IX, revisada i redactada definitivament per Santa Clara, preveia que fos aplicada a tots els monestirs de clarisses, juntament amb el Privilegi de la pobresa. Va ser aprovada i promulgada per Innocenci IV el 9 d'agost del 1253.
Diversos monestirs, però, refusaren d'adoptar-la, ja que la trobaven massa rigorosa i els treia l'únic mitjà de finançament que tenien. Per això, i a petició d'Elisabet de França i Castella, que acabava de fundar un monestir prop de París, a Longchamp, el cardenal protector de l'orde, Gaetano Orsini, va redactar una nova regla on se suprimia el Privilegi de la pobresa i es permetia que caa monestir pogués tenir béns. La regla va ser aprovada per Urbà IV el 18 d'octubre de 1263. Per això la regla és coneguda com a regla urbaniana i les monges com a clarisses urbanistes.

## Difusió
Les clarisses urbanistes són monges de clausura dedicades a la pregària contemplativa i subjectes a la direcció espiritual dels frares de l'Orde de Frares Menors Conventuals, del qual constitueixen el segon orde.
Al final del 2005 les urbanistes tenien 82 monestirs i 1.070 religioses.